# Alicante Club de Fútbol "B"
El Alicante Club de Fútbol "B", también conocido como Alicante Promesas es un club de fútbol español de la ciudad de Alicante en la provincia de Alicante. Fue el equipo filial del Alicante Club de Fútbol hasta la temporada 2011/2012. La primera aparición de un filial del Alicante se produce en 1978, posteriormente tras años sin inscribir a un filial en competición, en 1999 volvió a hacerse equipo filial hasta que al finalizar el curso 2011/2012 vuelve a dejar de inscribirse pasando el Juvenil " A" como máximo exponente de la cantera celeste.

## Precedentes
El primer equipo filial del Alicante Club de Fútbol se creó en 1978, participando en Primera y Segunda Regional durante muchos años. En la 1993/94 fue campeón de Primera regional y ascendió a Preferente, si bien descendería de esta categoría en su primera temporada. Dos años más en Primera regional y la crisis económica e institucional llevan al club a no poder comenzar la campaña 1997/98.

## Inscripción del filial actual
En la 1998/99, los directivos Antonio Solana y Pedro Boj, que cumplían su segunda temporada al frente de la entidad, optaron por esperar un año más para inscribir a un segundo equipo en competición sénior.
En la 1999/00 inscriben de nuevo a un filial, el Promesas, y su debut fue como campeón de Segunda Regional, con el consecuente ascenso de categoría. En la 2000/01 quedó cuarto en Primera Regional, y, a la siguiente, fue campeón de dicha categoría y ascendió. En la 2002/03 queda décimo, aunque pasó algunos apuros. El año siguiente fue campeón y consiguió un histórico ascenso a Tercera División, la máxima categoría que ha alcanzado el Promesas.
La 2004/05 fue la del debut en la categoría que, hasta hacía escasos años, ostentaba el primer equipo. A pesar de ser líder en la primera vuelta, quedó décimo en Tercera división por una floja segunda fase del campeonato. Tras dos campañas más en Tercera, descendió. Tras un año en Preferente regresó a Tercera, coincidiendo, además, con el histórico ascenso del primer equipo a Segunda División.
En la temporada 2008/09 la mejor temporada de su historia quedando subcampeón del Grupo VI de Tercera y jugando la promoción de ascenso a Segunda "B" pese a que no podía ascender por el descenso del primer equipo a la categoría de bronce. A la temporada siguiente 09/10 el conjunto celeste se vio perjudicado tras la grave crisis institucional y económica que hizo que la plantilla quedara desmantelada, ya que ésta subió, en gran medida, al primer equipo, produciendo, de esta manera, el regreso a Preferente. El año siguiente, se produjo un nuevo descenso que dejó al equipo en Primera Regional del grupo VII.
En la temporada 2011/2012 el Alicante Promesas empezó con Pedro Ibáñez al mando y Javier Bru como segundo entrenador, pero éstos subieron al primer equipo a finales de enero y buena parte de la plantilla con ellos. El sustituto para el banquillo sería Álvaro Martínez, pero debido al gran número de jugadores que subieron al primer equipo, se perdió el objetivo de retornar a la Regional Preferente. Al final consumó el descenso a la Regional Preferente. Al terminar la temporada, la nueva junta directiva decide prescindir de mantener al equipo filial, dejando al Juvenil "A" como el máximo exponente de la cantera celeste.

## Uniforme
- Uniforme titular: Camiseta azul, pantalón blanco y medias azules.
- Uniforme alternativo: Camiseta naranja, pantalón naranja y medias naranjas.

## Estadio
La Ciudad Deportiva Villafranqueza es el estadio donde disputa sus partidos el Alicante B así como todas las categorías inferiores del club alicantinista. Anteriormente se le conoció como Campo de Fútbol de la Carretera de Villafranqueza, hasta que el presidente del club Antonio Solana promovió obras de renovación de las instalaciones, donde se realizó un campo de fútbol 7 de césped artificial, se colocó césped artificial en el campo de fútbol conocido como Anexo, y se adecentaron los vestuarios y equipamiento interior. El campo central es donde habitualmente suele jugar el Alicante B y donde entrena el primer equipo; se trata de un campo de césped natural y con dos gradas laterales con una capacidad total de 4.000 espectadores.

## Datos del club
- Temporadas en Segunda División: Ninguna.
- Temporadas en Segunda División B: Ninguna.
- Temporadas en Tercera División: 5 (2004/07 y 2008/10).
- Temporadas en Regional Preferente: Desconocido.
- Temporadas en Primera Regional: Desconocido.
- Mejor puesto en la liga: 2.º en Tercera División (2008/09).
- Peor puesto en la liga: 20.º en Tercera División (2006/07).

## Entrenadores

### Cronología de los entrenadores
- José Bordalás Jiménez (1993/94)
- Vicente Russo Sellés (2002/05)
- Pascual Núñez Bailén (2005/06)
- Agustín Montón Salvador, "Gus" (2006/07)
- Antonio Blázquez Fuster (2006/07)
- Vicente Mir Arnau (2007/09)
- Roberto Granero (2009/10)
- Pedro Ibañez / Javier Bru (2011/12)
- Álvaro Martínez (2011/12)